# Madame (filme)
Madame (Brasil: Madame ) é um filme francês de comédia dramática de 2017 dirigido por Amanda Sthers. O filme é uma sátira da divisão de classes na Paris de hoje.

## Elenco
- Harvey Keitel - Bob Fredericks
- Toni Collette - Anne Fredericks
- Rossy de Palma - Maria
- Michael Smiley - David Morgan
- Brendan Patricks - Toby
- Sonia Rolland - Marinette
- Stanislas Merhar - Antoine Bernard
- Sue Cann - Mandy
- Tom Hughes - Steven Fredericks
- Joséphine de La Baume - Fanny
- Ginnie Watson - Jane Millerton
- Tim Fellingham - Michael
- Violaine Gillibert - Hélène Bernard
- Alex Vizorek - Jacques
- Ariane Seguillon - Josiane
- Salomé Partouche - Gabriella

## Produção
O filme começou a ser filmado em Paris em 20 de julho de 2016 ao longo de seis semanas.

## Recepção
No site do agregador de críticas Rotten Tomatoes, o filme tem uma taxa de aprovação de 44% com base em 36 comentários dos críticos que é seguido do consenso: "As armadilhas retrógradas de Madame são ainda mais pesadas por personagens desagradáveis e uma incapacidade geral de fazer justiça aos seus temas." No Metacritic, o filme tem uma pontuação média ponderada de 45 em 100, com base em seis críticos, indicando "críticas mistas ou médias".